# Diplomys
Diplomys là một chi động vật có vú trong họ Echimyidae, bộ Gặm nhấm. Chi này được Thomas miêu tả năm 1916. Loài điển hình của chi này là Loncheres caniceps Günther, 1877.

## Các loài
Chi này gồm các loài: